# Amata ochrospila
Amata ochrospila là một loài bướm đêm thuộc phân họ Arctiinae, họ Erebidae.